# خوزه موگورزا
خوزه موگورزا (انگلیسی: José Muguerza; ۱۵ سپتامبر ۱۹۱۱ – ۲۳ اکتبر ۱۹۸۰) بازیکن فوتبال اهل اسپانیا بود.
از باشگاه‌هایی که در آن بازی کرده‌است می‌توان به باشگاه فوتبال اتلتیک بیلبائو اشاره کرد.
وی همچنین در تیم‌های ملی فوتبال اسپانیا و باسک بازی کرده‌است.